# Procesor multi-core

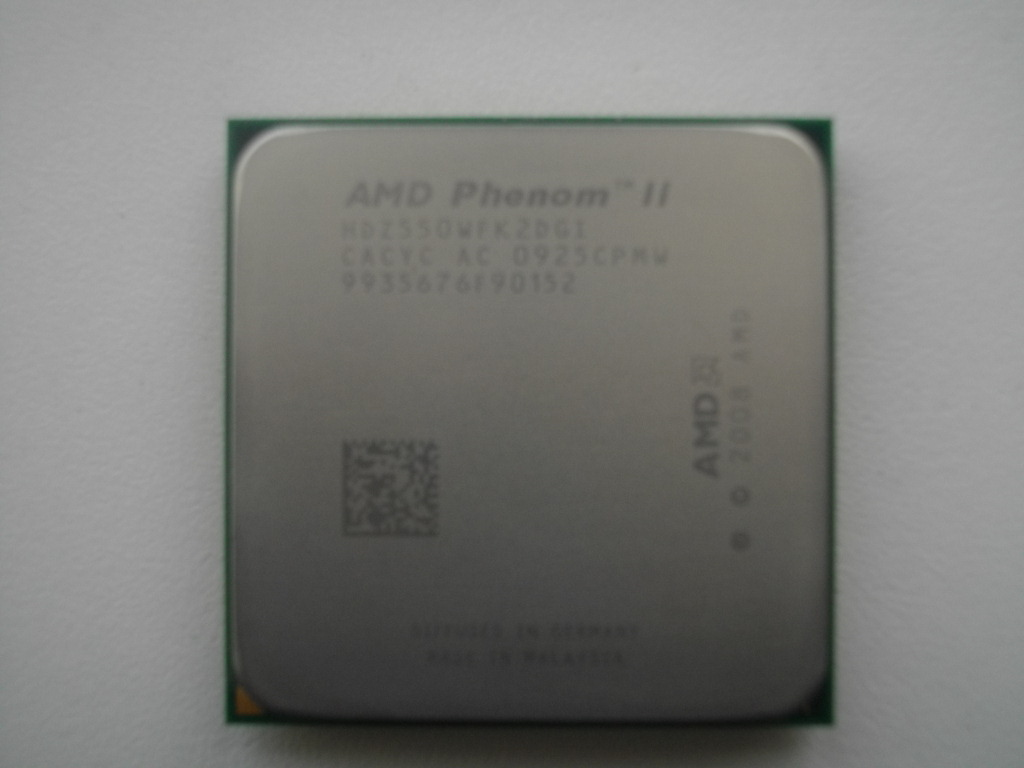
Un procesor AMD Phenom II

Un procesor multi-core este o componentă de calcul cu două sau mai multe unități centrale de procesare, numite nuclee, care citesc și execută instrucțiunile unui program. Ele sunt instrucțiuni obișnuite pentru un procesor, cum ar fi adăugarea mai multor date, mutarea datelor, dar mai multe nuclee pot rula mai multe instrucțiuni în același timp, crescând viteza pentru programele care utilizează calculul paralel. Producătorii, de obicei. integrează nucleele într-un singur circuit integrat pe un cip (cunoscut ca Multi-Procesor Cip, sau CMP), sau in mai multe circuite integrate pe un cip.
Procesoarele au fost dezvoltate, inițial, cu un singur nucleu (Single Core) (de exemplu, Intel Pentium 3 sau 4). Un procesor dual core are două nuclee, (de exemplu, AMD Phenom II X2, Intel Core Duo Intel Core i3), un procesor quad-core conține patru nuclee (de exemplu, AMD Phenom II X4, Intel quad-core, precum, i5, si i7 de la Intel Core), un procesor hexa-core conține șase nuclee (de exemplu, AMD Phenom II X6, Intel Core i7 980X Extreme Edition), un procesor octo-core conține opt nuclee (de exemplu, Intel ® Xeon E7-2820, AMD FX-8150). Un procesor multi-core implementează multiprocesare într-un pachet fizic singur. Designerii pot cupla nucleele într-un dispozitiv multi-core restrâns sau vag.

## Terminologie.
Termenii multi-core și dual-core se referă, cel mai frecvent, la o unitate centrală de procesare (CPU) dar, de asemenea si la procesoare de semnal (DSP) si system-in-a-chip (SoC).